# Russes ethniques dans les États post-soviétiques
Après la dissolution de l'Union soviétique (URSS) en décembre 1991, environ 25 millions de Russes ethniques vivent dans les États post-soviétiques et se retrouvent à vivre hors de Russie.
Ce nombre tombe toutefois à moins de 6 millions aujourd’hui, sans compter l’Ukraine, où la population ethnique russe est difficile à estimer en raison de l’absence d’un recensement récent.
Tous les anciens citoyens soviétiques disposaient d’un délai pendant lequel ils pouvaient transférer leur ancienne citoyenneté soviétique vers la citoyenneté russe[réf. nécessaire]. Lorsqu'ils n'ont pas exercé ce choix, leur statut de citoyenneté en dehors de la Russie variait selon l'État : depuis aucun changement perceptible de statut - comme en Biélorussie - jusqu'à devenir des « non-citoyens » résidents permanents - comme en Estonie et en Lettonie, qui ont limité la citoyenneté à leurs citoyens d'avant la Seconde Guerre mondiale et à leur progéniture (quel que soit leur groupe ethnique) lors du rétablissement de leur indépendance, dans la continuité de leurs identités souveraines avant juin 1940.
En juin 2006, le président russe Vladimir Poutine a annoncé un plan visant à introduire une politique nationale visant à encourager l'immigration ethnique russe en Russie.
| Pays         | Nombre de Russe ethniques | % de la pop nationale | Année du recencesement |
| ------------ | ------------------------- | --------------------- | ---------------------- |
| Ukraine      | 8 334 141                 | 17.3                  | 2001                   |
| Kazakhstan   | 2 983 317                 | 14.9                  | 2024                   |
| Ouzbékistan  | 720 324                   | 2.1                   | 2021                   |
| Biélorussie  | 706 992                   | 7.5                   | 2019                   |
| Lettonie     | 437 587                   | 23.4                  | 2024                   |
| Estonie      | 296 268                   | 21.6                  | 2024                   |
| Kirghizistan | 274 940                   | 3.8                   | 2024                   |
| Lituanie     | 144 295                   | 5.0                   | 2024                   |
| Turkménistan | 114 447                   | 1.6                   | 2022                   |
| Moldavie*    | 75 300                    | 3.2                   | 2024                   |
| Azerbaïdjan  | 71 000                    | 0.7                   | 2019                   |
| Tadjikistan  | 29 000                    | 0.3                   | 2020                   |
| Géorgie**    | 26 586                    | 0.7                   | 2014                   |
| Arménie      | 14 074                    | 0.5                   | 2022                   |

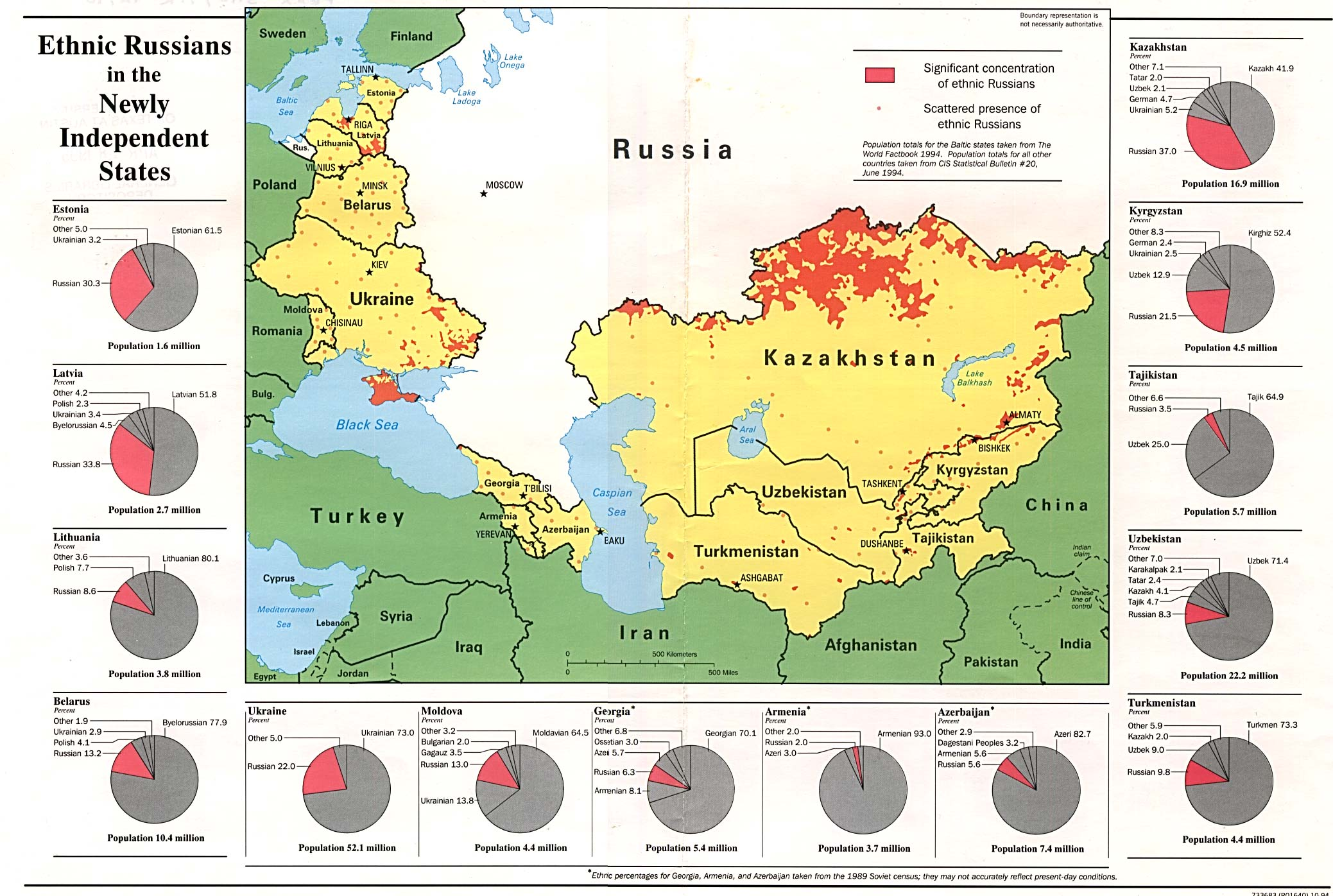
Les Russes ethniques dans les États post-soviétiques (1994)

* N'inclut pas la Transnistrie (recensement de 2015 : 138 072 Russes, soit 29,1 % de la population)
** N'inclut pas République d'Abkhazie (recensement de 2021 : 22 303 Russes, soit 9,1 % de la population) ni l'Ossétie du Sud (recensement de 2015 : 610 Russes, soit 1,1 % de la population)

## Cas récents au sein des pays baltes
Dans les pays baltes les Russes ethniques sont traités comme étrangers, citoyens de pleins droit ou parfois comme pour le cas de l'Estonie de non-citoyens. Bien que certains soient nés dans le pays, ils n'y sont pas citoyens de pleins droits. Depuis une récente loi de mars 2025, le statut de résident y est limité, en particulier pour les Russes ethniques.